# Mespaul
Mespaul (en bretó Mespaol) és un municipi francès, situat a la regió de Bretanya, al departament de Finisterre. L'any 2006 tenia 841 habitants. És situat al sud-oest de Plouénan, mig camí entre Plouescat (a l'oest) i Morlaix (a l'est).

## Demografia
| 1962                                       | 1968 | 1975 | 1982 | 1990 | 1999 |
| ------------------------------------------ | ---- | ---- | ---- | ---- | ---- |
| 963                                        | 937  | 814  | 779  | 797  | 739  |
| Des de 1962: població sense dobles comptes |      |      |      |      |      |

## Administració
| Període | Identitat         | Partit |
| ------- | ----------------- | ------ |
| 2001-   | Jean-Jacques Moal |        |